# Рязанцев Кирило Вікторович
Кирило Рязанцев — російський ролер спортсмен і інструктор по роликовим ковзанам.
Володар більше 150 нагород і переможець понад 60 змагань з ролер спорту в 7 дисциплінах, багаторазовий чемпіон Росії з швидкісного слалому і слайдів, володар Кубка Росії 2007 зі швидкісного слалому, дворазовий чемпіон світу (2005 зі швидкісного слалому і 2009 по слайдах). Найкращий спортсмен 2006 року за версією Федерації ролер спорту Росії.
З 2005 року є учасником професійної міжнародної команди SEBA і збірної Росії з роликовим ковзанів. Суддя міжнародної категорії. Організатор декількох проектів, спрямованих на розвиток ролер спорту, в тому числі першої професійної вітчизняної ролер школи. Активний діяч і популяризатор ролер спорту в Росії.

## Біографія
Народився і виріс у Москві. Після закінчення школи навчався в Московському державному університеті за спеціальністю «економіст», закінчивши його в 2004 році.
Виступає на змаганнях з 2001 року, на міжнародних 2005. Є членом Збірної Росії, бере участь у всіх найбільших міжнародних змаганнях.
З 2001 року займається навчанням катання на роликах. У 2005 році відкрив власну школу катання на роликах. Є активним популяризатором ролер спорту. Автор кількох проектів, покликаних привернути увагу до ролер спорту та підвищити інтерес до роликовим ковзанів, в тому числі:
- «Freeskating — True Night Tricks» — нічні змагання, протягом яких учасники пересувалися на машинах по ключовим точкам (доступу), на яких по черзі виконували серії трюків[3].
- «Roller Adrenalin Night» — серія змагань, що проходили в нічний час у скейт-парку «Адреналін»
- Roller Video Festival (RVFest) — щорічний фестиваль аматорського відео на тему роликових ковзанів, в якому беруть участь десятки операторів, видеомонтажеров і ролерів з Росії та країн СНД.

Веде відеорепортажі з найбільших світових змагань.
Захоплюється волейболом, сноубордом, акробатикою, стрибками на батуті. Неодружений.

## Нагороди та досягнення
Чемпіонські титули
- Чемпіон світу 2005 в швидкісному слаломі (Франція, Сант-Медард)
- Чемпіон світу 2009 в слайдах (Китай, Шанхай)

Міжнародні змагання
- 1 місце в слайд-контесті (2009 рік, Париж, Франція)
- 1 місце в слайд-контесті (2009 рік, Чхух-Чхон, Південна Корея)
- 3 місце у стайл слаломі (баттл) (2008 рік, Москва, Росія)
- 4 місце у швидкісному слаломі (2006 та 2007 роки, Китай, Шанхай;

2008 рік, Paris World Slalom Cup, Франція, Париж)
- 4 місце у стайл-слаломі (баттл) (2008 рік, Париж, Франція)
- 4 місце у стайл-слаломі (2005 рік, Франція, Сант-Медард)

Всього на 2012 рік Рязанцев взяв участь у 72 змаганнях (з них 25 міжнародних, всього 205 дисциплін), 119 разів піднімався на подіум і 65 разів займав 1 місце.

## Ролер школа
Ролер школа «Rekil.Ru» була заснована Кирилом Рязанцевим в 2005 році на основі свого багаторічного професійного досвіду занять роликовими ковзанами та індивідуальної роботи з учнями. Вся методика викладання у школі є авторською.
Перша група учнів навчилася в школі навесні 2005 року. З тих пір у школі пройшли навчання кілька тисяч учнів, багато з яких самі стали переможцями багатьох змагань та інструкторами.
В даний час у школі одночасно проходить навчання відразу кілька груп учнів з різними напрямами катання на роликах (основи катання, швидкісний слалом, фрістайл слалом, слайди). Діють інструкторські курси для підготовки інструкторського складу. Філії школи існують в Санкт-Петербурзі, Рязані, Северодвінську та інших містах.